# Угу Фелиш
У́гу Фе́лиш Секе́йра (порт. Hugo Félix Sequeira; родился 3 марта 2004 года в Визеу, Португалия) — португальский футболист, полузащитник клуба «Бенфика».

## Клубная карьера
Угу Фелиш начинал карьеру в детской команде «Пештиньяш», из которой в 2011 году перешёл в академию «Порту». Транзитом через «Визеу», юный полузащитник в 2016 году оказался в системе «Бенфики». Он дебютировал во взрослом футболе в составе второй команды «орлов»: 1 мая 2022 года игрок вышел на замену в матче Сегунды с «Вилафранкенсе». Это была его единственная игра в первом сезоне. 17 февраля 2024 года Угу Фелиш забил впервые в карьере, поразив ворота «Тореенсе». 23 апреля 2025 года он дебютировал за «Бенфику» в ответном матче полуфинала Кубка Португалии против «Тирсенсе».

## Международная карьера
В 2019—2023 годах Угу Фелиш представлял Португалию на юношеском уровне. В составе юношеской сборной Португалии до 19 лет он принимал участие на юношеском чемпионате Европы 2023. На этом турнире Угу Фелиш был капитаном, отыграл все 5 матчей, отметившись 3 забитыми голами и в итоге стал его финалистом. В 2023—2024 годах полузащитник являлся членом молодёжной сборной Португалии, проведя за неё в общей сложности 6 игр.

## Личная жизнь
Старший брат Угу Фелиша, Жуан Фелиш (род. 1999) — известный португальский футболист, член национальной сборной страны.